# Jerzy Osmołowski
Jerzy Marcin Osmołowski (ur. 24 listopada 1872 w majątku Podpińsk koło Pińska, zm. 16 sierpnia 1952 w Dąbiu) – działacz społeczny i polityczny, Komisarz Generalny Zarządu Cywilnego Ziem Wschodnich (ZCZW) w latach 1919–1920, wolnomularz, członek Rady Związku Powiatów Rzeczypospolitej Polskiej w 1933 roku.

## Życiorys
Urodził się w rodzinie ziemiańskiej na Polesiu. Ukończył gimnazjum w Pińsku i studia na Wydziale Rolnym Politechniki Ryskiej. Członek Polskiej Korporacji Akademickiej Welecja. Służbę wojskową odbył w Grodnie i zamieszkał w Pińsku gdzie był dyrektorem fabryki. Udzielał się politycznie, społecznie i gospodarczo na Pińszczyźnie. W latach 1904–1916 członek Powiatowego Wydziału Ziemskiego w Pińsku. Postrzegany był wówczas jako osoba o poglądach radykalnych. W latach 1912–1914 związany był z lożą wolnomularską Wyzwolenie w Warszawie. W latach 1914–1917 wchodził w skład 401 drużyny mińskiej. Od marca do września 1917 pełnił funkcję przewodniczącego Komitetu Wykonawczego Rad Żołnierskich i Robotniczych Delegatów Kiszyniowa, a także przewodniczącego Gubernialnego Komitetu Wykonawczego. Od grudnia 1918 udzielał się w Radzie Polskiej Ziemi Mińskiej.
W lutym 1918 wchodził w skład trzyosobowej delegacji Rady i Naczpolu, która prowadziła w Brześciu nad Bugiem rozmowy z niemieckimi władzami okupacyjnymi Ober-Ostu na temat wpuszczenia I Korpusu Polskiego na tereny dowództwa wojsk niemieckich na wschodzie. Pracował następnie w Dziale Oświatowym Rady Polskiej Ziemi Białoruskiej, a później w Ministerstwie Spraw Wewnętrznych Rady Regencyjnej. Od lipca 1918 pełnił funkcję naczelnika wydziału Ministerstwa Rolnictwa, a od października – naczelnika Wydziału Dóbr Donacyjnych Departamentu Dóbr Państwowych tego ministerstwa. W grudniu 1918 objął stanowisko komisarza okręgu wyborczego nr 16 (m.st. Warszawa).
22 kwietnia 1919, z mianowania Naczelnika Państwa Józefa Piłsudskiego, objął stanowisko Komisarza Generalnego Zarządu Cywilnego Ziem Wschodnich. Zastąpił na nim Ludwika Kolankowskiego. Funkcję tę pełnił do końca istnienia ZCZW, tzn. do 9 września 1920. Następnie gospodarował we własnym majątku ziemskim. Po agresji ZSRR na Polskę przeniósł się do Warszawy, gdzie spędził okres okupacji niemieckiej.